# Hibiscus aponeurus
Hibiscus aponeurus är en malvaväxtart som beskrevs av Thomas Archibald Sprague och Hutchinson. Hibiscus aponeurus ingår i Hibiskussläktet som ingår i familjen malvaväxter. Inga underarter finns listade i Catalogue of Life.